# Jacques Martin
Jacques Martin (født 25. september 1921, død 21. januar 2010) var en fransk kunstner. Han var en af de klassiske kunstnere fra Le Journal de Tintin sammen med Edgar P. Jacobs og Hergé, af hvem han var en kendt samarbejdspartner. Han er bedst kendt for sin serie Alix. Han blev født i Strasbourg.
Efter i første omgang at være tvunget til tekniske undersøgelser begyndte han i 1942 at tegne sine første tegneserier. I 1946 efter afslutningen af krigen rejste han gennem Belgien i søgen efter en redaktør for sit arbejde. Lidt efter mødte han Georges Remi (Hergé), med hvem han begyndte at samarbejdede med.
Han døde den 21. januar 2010.